# سنتینلی

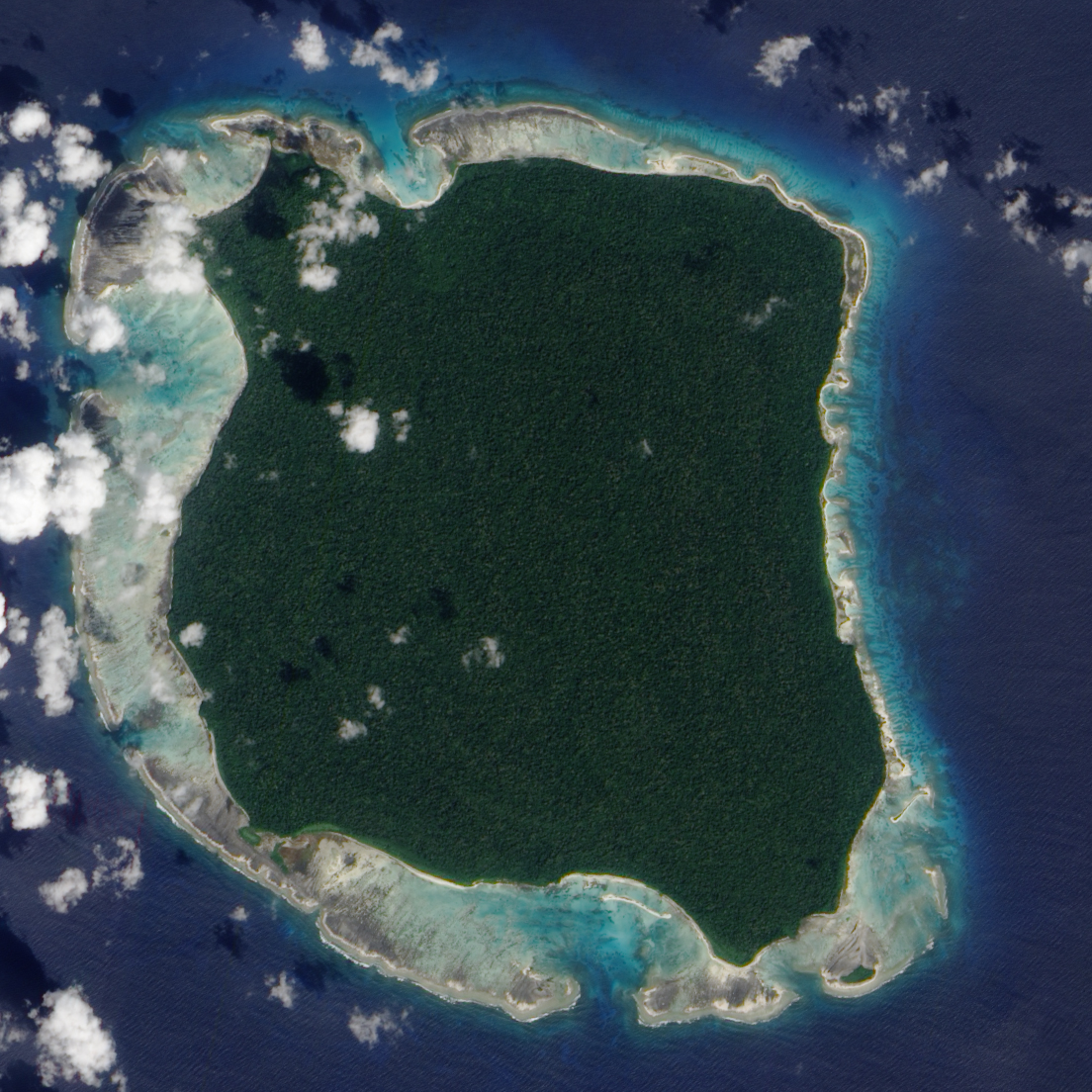
تصویر هوایی از جزیره سنتینل شمالی

سِنتینِلی‌ها قبیله‌ای ناشناخته در جزیره کوچک و دور افتاده سنتینل شمالی در غرب جزایر آندامان و نیکوبار هستند که تخمین زده می‌شود که زندگی در جزیره خود را برای ۶۰٬۰۰۰ سال ادامه داده‌اند. زبان آنها به‌طور قابل توجهی متفاوت حتی از زبان‌های دیگر در جزایر آندامان است که نشان می‌دهد که آنها برای هزاران سال، قبایلی منزوی از بقیه مردمان آن ناحیه بوده‌اند؛ بنابراین مردم جزیره سنتینل به عنوان منزوی‌ترین مردمان جهان شناخته می‌شوند.
دولت محلی جزایر آندامان و نیکوبار اعلام کرده‌است که هیچ قصدی برای دخالت در شیوه زندگی یا عادات مردم سنتینلی ندارند. در طول سرشماری سال ۲۰۰۱ هند، یک گروه مشترک اعزامی در دو دسته به جزیره سنتینل شمالی اعزام شدند که منجر به برخورد با ۳۱ و ۳۹ نفر از آنها شد. اگرچه این جزیره از سونامی دسامبر ۲۰۰۴ آسیب جدی دید، زنده ماندن سنتینلی‌ها چند روز پس از این واقعه که یک هلیکوپتر دولت هند تعدادی از آن‌ها را مشاهده کرد که به سمتشان تیر پرتاب می‌کردند تأیید شد.
مقامات مسئول محلی در آندامان و نیکوبار در مواجه به ساکنان جزیره سنتینل سیاست دخالت حداقل همراه با نظارت را در پیش گرفته‌اند تا اطمینان حاصل شود که هیچ شکارچی به منطقه وارد نمی‌شود. یک پروتکلی برای این منظور در مشورت با دولت هند تهیه شده‌است. سیاست رسمی دولت تضمین می‌کند که سنتینلی‌ها استقلال و حاکمیت خود را در جزیره خود را به عنوان یک منطقه خودمختار در چارچوب دولت مرکزی هند و دولت محلی به صورت دفاکتو حفظ کنند، هرچند این کار با هیچ معاهده رسمی صورت نگرفته‌است.

## تاریخچه

### تاریخچه اولیه
اُنگ‌ها از وجود جزیره سنتینل شمالی آگاه بوده‌اند و نام سنتی آن‌ها برای این جزیره چیاداک ووکویه می‌باشد. اُنگ‌ها همچنین شباهت فرهنگی بسیاری به سنتینلی‌های مشاهده شده از راه دور دارند. با اینحال اُنگ‌هایی که توسط بریتانیایی‌ها در قرن نوزدهم به آنجا آورده شده بودند زبان آن‌ها را متوجه نمی‌شدند بنابراین مدت زمان جدایی آنها قابل توجه به نظر می‌رسد.

### اکتشافات انگلیسی‌ها
اولین مشاهده ثبت شده از جزیره سنتینل شمالی توسط نقشه‌بردار بریتانیایی جان ریچن در سال ۱۷۷۱ صورت گرفته‌است. وی «نورهای بسیاری» را از داخل یک کشتی نقشه‌برداری متعلق به کمپانی هند شرقی به نام دیلیجنت به هنگام عبور از کنار جزیره مشاهده نمود. هامفرای نیز در مارس ۱۸۶۷ به این جزیره سفر کرد. در همان سال یک کشتی تجاری هندی به نام نینوا بر روی یک تپه مرجانی نزدیک جزیره غرق شد. ۱۰۶ مسافر و خدمه نجات یافته توسط قایق در ساحل پیاده شده و با حمله سنتینلی‌ها مواجه شدند. آن‌ها سرانجام توسط بخش نجات نیروی دریایی پادشاهی بریتانیا پیدا شدند.
سفری به رهبری موریس ویدال پورتمن یک مدیر دولتی که امیدوار بود مطالعاتی در مورد بومی‌ها و سنت‌های آن‌ها داشته باشد، در ژانویه ۱۸۸۰ با ورود موفق به خشکی به انجام رسید. این گروه یک مسیر شبکه‌ای و چند روستای متروکه را پیدا کردند. بعد از چندین روز شش سنتینلی (یک زوج سالخورده و چهار کودک) ربوده شده و به پورت بلر انتقال یافتند. افسر حکومتی مسئول آدم‌ربایی نوشته‌است که کل این گروه «به سرعت بیمار شدند و پیرمرد و همسرش جان باختند؛ بنابراین چهار کودک به خانه خود بازگردانده شدند.»
دومین ورود پورتمن به این جزیره در ۲۷ اوت ۱۸۸۳ بعد از فوران کراکاتوآ انجام شد. این فوران با شلیک اشتباه گرفته شد و به عنوان سیگنال خطر از یک کشتی تفسیر شد. از این رو یک گروه جستجو در جزیره وارد خشکی شدند. پورتمن چندین بار دیگر جزیره را بین ژانویه ۱۸۸۵ و ژانویه ۱۸۸۷ مورد بازدید قرار داد.

### تاریخچه اخیر
گروه‌های اکتشافی هندی با دستور برقراری روابط دوستانه با سنتینلی‌ها از سال ۱۹۶۷ هر چند سال یک بار ورودهای کوتاه مدتی را به جزیره داشته‌اند. در سال ۱۸۷۵ لئوپولد سوم پادشاه بلژیک در یک تور در آندامان توسط بزرگان محلی به صورت شبانه به آب‌های جزیره سنتینل شمالی وارد شد. کشتی‌های ترابری ام وی روزلی و ام وی پریموس به ترتیب در اواسط ۱۹۷۷ و اوت ۱۹۸۱ در تپه‌های دریایی جزره به گل نشستند. سنتینلی‌ها لاشه این کشتی‌ها را برای جمع‌آوری آهن جستجو می‌کردند. مهاجرانی از پورت بلر نیز این مکان‌ها را برای بازیابی کشتی‌های ترابری بازدید نمودند.
در اوت ۱۹۸۱، کشتی پریموس در تپه‌های دریایی جزیره به گل نشست. بعد از چند روز خدمه کشتی متوقف شده مردان کوچک سیاه‌چرده‌ای را دیدند که با خود نیزه و پیکان حمل کرده و مشغول ساختن قایق در ساحل هستند. کاپیتان پریموس به صورت رادیویی درخواست اضطراری برای رساندن سلاح گرم نمود تا خدمه بتوانند از خود دفاع کنند ولی سلاحی به آن‌ها نرسید. دریای طوفانی جزیره نشینان را از کشتی دور نگه داشت. بعد از یک هفته خدمه کشتی توسط بالگردی متعلق به کمسیون نفت و گاز طبیعی هند (ONGC) نجات یافتند.
در سال ۱۹۸۶ یک زندانی فراری بریتانیایی از جزایر آندامان به‌طور تصادفی سر از سواحل جزیره سنتینل شمالی درآورد. چند روز بعد یک گروه تجسس جسد آن را در ساحل پیدا کردند که با خنجرهایی در گلویش کشته شده بود.
اولین ارتباط صلح‌آمیز با سنتینلی‌ها توسط تریلوکیناث پاندیت یکی از مدیران مرکز مطالعات انسان‌شناسی هندوستان و همکاران وی در ژانویه ۱۹۹۱ صورت گرفت. بازدید هندی‌ها از جزیره در سال ۱۹۹۷ متوقف شد.
سنتینلی‌ها از زمین‌لرزه سال ۲۰۰۴ اقیانوس هند و اثرات جانبی آن از جمله سونامی جان سالم به در بردند. سه روز بعد از حادثه، یک هلیکوپتر دولتی هندوستان چند نفر از آنان را مشاهده نمود که پیکان و سنگ به سمت هلیکوپتر پرتاب می‌کردند. همچنین سونامی محل‌های ماهیگیری سنتینلی‌ها را نابود کرد که ظاهراً آن‌ها با این موضوع کنار آمده بودند.
در ژانویه ۲۰۰۶ دو ماهیگیر که قایق آن‌ها به جزیره نزدیک شده بود توسط سنتینلی‌ها کشته شدند.
در نوامبر ۲۰۱۸ ساکنان جزیره یک جهان‌گرد آمریکایی را هنگام پا گذاشتن بر خاک جزیره کشتند.

## جغرافیا

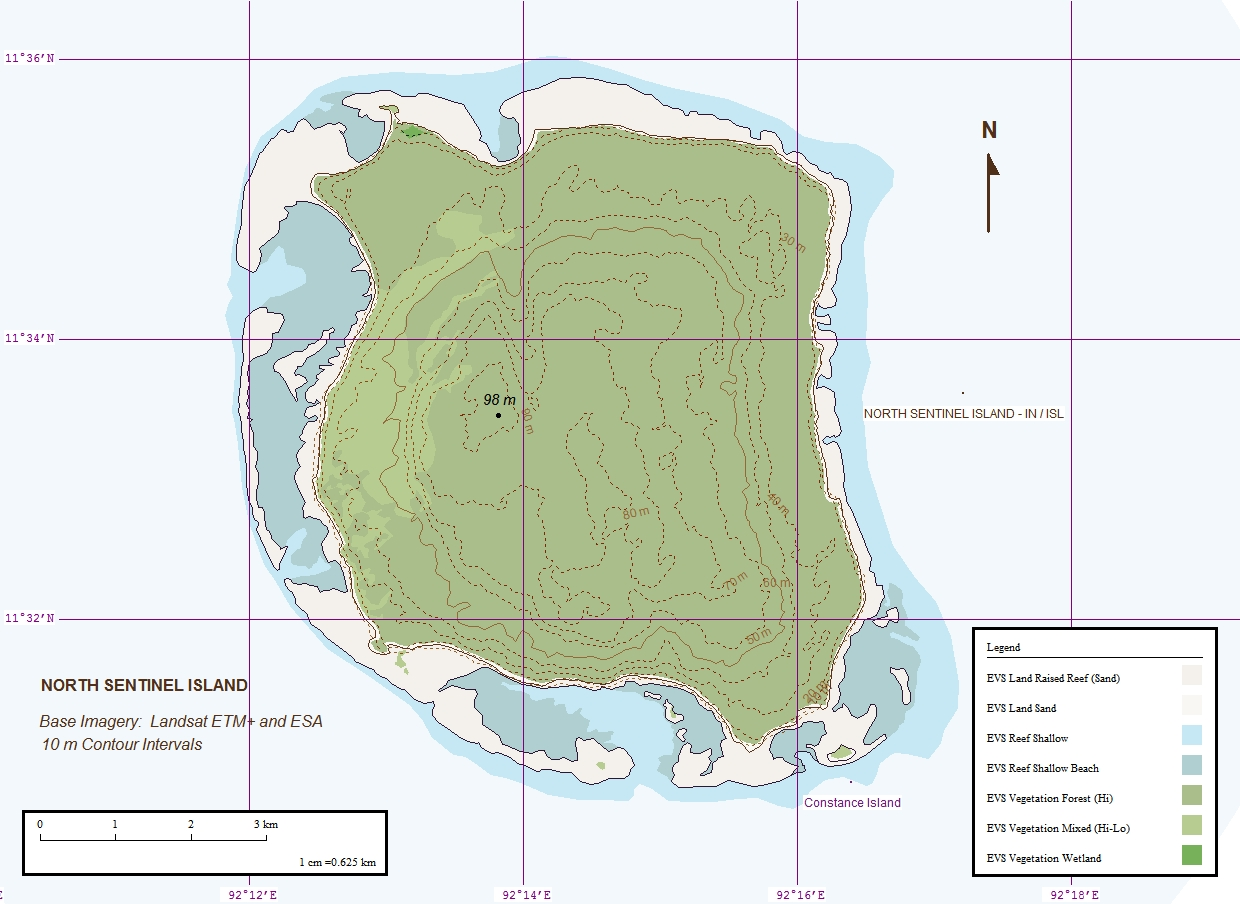
نقشه جزیره

قبل از زمین‌لرزه ۲۰۰۴، جزیره سنتینل شمالی مساحتی حدود ۷۲ کیلومتر مربع و محیطی تقریباً مربع شکل داشت. همچنین یک جزیره کوچک پوشیده از جنگل به نام جزیره کونستانس در حدود ۶۰۰ متری جنوب شرق این جزیره واقع شده بود.
زمین‌لرزه سال ۲۰۰۴ صفحه زمین‌ساختی زیر جزیره را کج نموده و باعث بالا آمده یک تا دومتری جزیره شد. وسعت زیادی از تپه‌های مرجانی اطراف جزیره بیرون آمده و کاملاً به زمین خشک یا تالاب‌های کم‌عمق تبدیل شده‌اند که باعث گسترش مرزهای قسمت‌های شرقی و جنوبی تا یک کیلومتر شده و همچنین موجب یکی شدن جزیره کنستانس و جزیره اصلی شده‌است.
به غیر از ساحل باریک اصلی و تپه‌های دریایی بیرون آمده از آب سایر مناطق جزیره به‌طور کامل پوشیده از جنگل می‌باشد.

## جمعیت
تاکنون هیچ‌گونه سرشماری رسمی در جزیره سنتینل شمالی صورت نگرفته‌است. ولی تخمین زده می‌شود جزیره جمعیتی بین ۱۵ تا ۵۰۰ نفر داشته باشد. بیشتر تخمین‌ها بین ۵۰ تا ۲۰۰ نفر است. در کتابی که در سال ۲۰۱۶ توسط سازمان مردم‌شناسی هند دربارهٔ قبیله‌های آسیب‌پذیر منتشر شد، جمعیت سنتینلی‌ها را بین ۱۰۰ تا ۱۵۰ نفر تخمین زده بود. در سال ۲۰۱۴، محققان شش زن، هفت مرد (ظاهراً زیر ۴۰ سال) و سه بچه کوچکتر از چهار سال را ثبت کردند.

## زبان
به دلیل انزوای کامل آنها، تقریباً هیچ چیزی در مورد زبان سنتینلی مشخص نیست و از این رو این زبان تاکنون طبقه‌بندی نشده‌است. ثبت شده‌است که زبان جاراوا برای زبان سنتینلی غیرقابل درک است. در مورد محدوده هم‌پوشانی سنتینلی با زبان اونگ، در صورت وجود، اطمینانی وجود ندارد.